# Капеле
Капеле (словен. Kapele) је насељено место у општини Брежице, Посавска регија, Словенија.

## Историја
До територијалне реорганизације у Словенији биле су у саставу старе општине Брежице.

## Становништво
У попису становништва из 2011. године, Капеле су имале 239 становника.
| Број становника према пописима | Број становника према пописима | Број становника према пописима |
| ------------------------------ | ------------------------------ | ------------------------------ |
| 1991                           | 2002                           | 2011                           |
| 216                            | 210                            | 239                            |